# Герб Клесова
Герб Клесова — офіційний символ смт Клесів Сарненського району Рівненської області. Затверджений рішенням сесії Клесівської селищної ради від 8 серпня 1997 року.

## Опис (блазон)
У зеленому полі летить золота сова зі срібним молотком у лапах, вгорі ламано відсічена срібна глава.

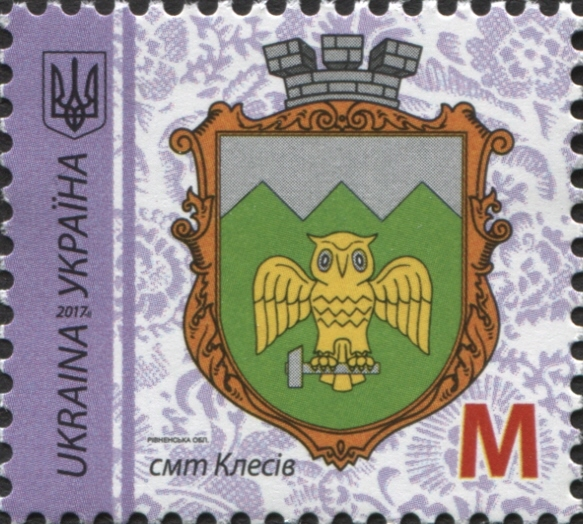
«Герб Клесова», поштова марка України (2017)

## Зміст
Сова відображає місцеві перекази, що в давнину у цій місцевості було багато сов (назва поселення нібито походить від його розташування «коло сов» - герб є промовистим). Зрештою, одне з підпорядкованих Клесівській селищній раді сіл має назву Пугач. Молоток символізує каменедобувну промисловість, а зелений колір вказує на розташування селища у багатій лісом місцевості.

## Автори
Автори — А. Б. Гречило та Ю. П. Терлецький.